# 化学誘起動的核分極
核磁気共鳴(NMR)技術において、化学誘起動的核分極（かがくゆうきどうてきかくぶんきょく、英: chemically induced dynamic nuclear polarization、略称: CIDNP）とは、ラジカルが関与する化学反応を研究するために利用される現象である。ラジカルの関わる化学反応により、核スピン状態の非ボルツマン（非熱的）分布が生じる現象であり、核磁気共鳴（NMR）スペクトルにおける吸収信号の増加または放出信号の形で検出される。
CIDNPは1967年にBargonとFischerおよびWardとLawlerによりそれぞれ独立に発見された。初期の理論は核オーバーハウザー効果による動的核スピン分極 (DNP) に基づいていた（これが名前の由来となっている）が、その後の実験により、多くの場合でDNPではCIDNPの分極位相を説明できないことが判明した。1969年には、ラジカルペアが再結合および分離する確率が核スピン配向に影響を受けるという機構に基づく別の説明がなされた。
ラジカルペア機構により説明されるという点で、化学誘起動的電子分極 (CIDEP) と共通する。

## 概念と測定方法
CIDNPは、NMR分光法により、特に通常は1H-NMRスペクトルを用いて、吸収信号の増強または放出信号（「負のピーク」）として検出される。この現象は、NMR管内で熱反応もしくは光反応が進行することにより不対電子（ラジカル）が生成されるときに観測される。NMR装置内に印加される外部磁場は陽子のスピンにともなう磁場と相互作用し、陽子のとりうる2つのスピン状態は、わずかに異なる2つのエネルギー準位をもつようになる。通常は、原子核全体の10万分の1程度のわずかな差で、低い方のエネルギー準位をとる原子核が多くなる。対して、CIDNPが生じると反応生成物の一部原子核が通常の場合よりもはるかに大きな割合で低エネルギー準位を占める、非常に不均衡な分布が生成される。この差を、分光計を用いて無線周波数帯の信号を計測することで観測する。

## ラジカルペア機構
ラジカルペア機構は、ClossおよびKapteinとOosterhoffにより独立して提唱された理論であり、現状ではCIDNPの最も一般的な原因と考えられている。ただし例外があり、たとえば多くのフッ素含有ラジカルではDNP機構が働いていることがわかっている。
共有結合は、互いに反平行スピンを持つ電子対からなるが、光反応または熱反応により、共有結合をなす電子のスピンが変化することがある。このとき、系の電子状態は、三重項状態とよばれる電子が対にならない状態となり、結合が壊れる。ここで、核スピンが特定の配向を取っている場合は、不対電子がスピン配向を変えるほうがエネルギー的に有利であるため、通常のペアに戻り、共有結合が復活する確率が増える。この量子相互作用は、スピン軌道結合と呼ばれる。核スピンが別の配向をとっている場合は、三重項電子対に異なる影響を及ぼし、ラジカル電子対が解離して他の分子と反応しうる時間が長くなる。その結果、再結合の生成物と解離したラジカルによる生成物とは、異なる核スピン配向分布を持つこととなる。

## 代表的な光反応
典型的な光化学系（ターゲット+光増感剤、この例ではフラビン）において、CIDNPは図1に概略的に示すような循環を経て生じる。一連の反応は、青色光光子によりフラビンモノヌクレオチド(FMN)光増感剤が一重項励起状態へ励起されることにより始まる。この状態の蛍光量子収率は低めであり、分子のおよそ半分が項間交差を通じ長寿命の三重項状態へ緩和する。三重項FMNは顕著な電子親和力を持ち、イオン化エネルギーの低い分子（フェノール、ポリ芳香族など）が系に存在すると、拡散律速電子移動反応を起こしてスピン相関を持つ三重項電子移動状態（ラジカルペア）を生じる。この反応速度論は複雑で、複数段のプロトン化および脱プロトン化が関与しうるため、pH依存性を示しうる。

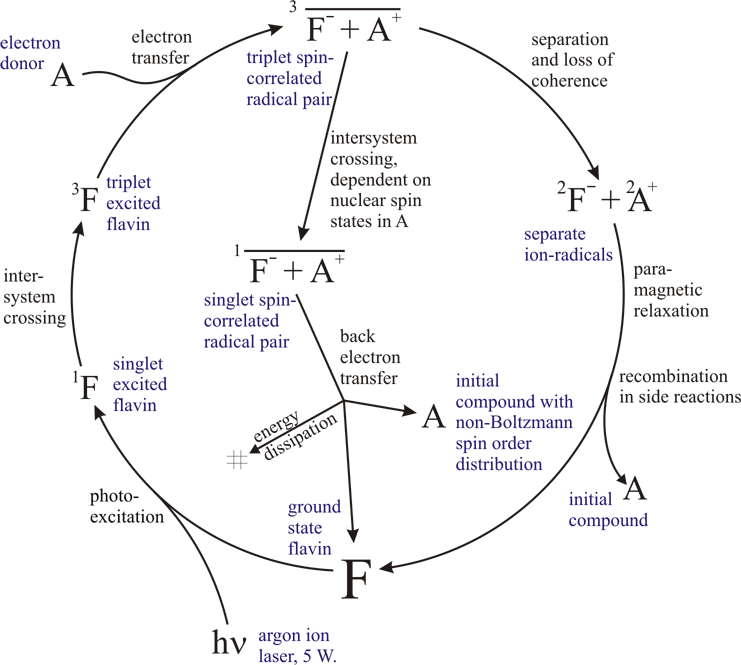
ラジカルペア機構の例

ラジカルペアは、一重項電子状態へ交差遷移した上で再結合するか、分離したのち副反応により消費されるかの2通りの経路で緩和しうる。特定のラジカルペアにおける、これら2経路の相対確率は核スピン状態に依存しするため、核スピン状態の分別および核スピン偏極の観測が可能となる。

## 応用
CIDNPは反応生成物のNMRスペクトルにおける吸収信号の増強もしくは放出信号として検出され、過渡的フリーラジカルの同定およびその反応機構の研究のために30年にわたり利用されてきた。CIDNPによってNMR感度を大幅に向上させられる場合もある。1978年、Kapteinにより考案された光CIDNP技術の主な対象は、フラビンを始めとするアザ芳香族光増感剤により分極を誘起できる残基を持つ芳香族アミノ酸、ヒスチジン、トリプトファン、チロシンを含むタンパク質である。この技術の重要な特徴として、ヒスチジン、トリプトファン、チロシン残基のうち溶媒分子が配位可能なもののみが、ラジカルペア反応により核分極を誘起されうるということが挙げられる。したがって、光CIDNP技術を用いれば自然状態もしくは部分フォールド状態にあるタンパク質の表面構造に加え、反応性側鎖への到達容易性がタンパク質とさまざまな分子との間の相互作用によりどのように変化するかを調べることができる。
光CIDNP効果の観察は通常は液体中で行うが、固体状態でも検出されている。たとえば、光合成反応中心の13C核および15N核において、電子移動反応によるスピン選択過程の結果として顕著な核分極が蓄積することがある。

## 関連文献
- Muus, L. T.; Atkins, P.W.; McLauchlan, K.A. et al., eds (1977). Chemically Induced Magnetic Polarisation. Dordrecht: D. Reidel
- Goez, Martin (2007). “Photochemically Induced Dynamic Nuclear Polarization”. Advances in Photochemistry. pp. 63–163. doi:10.1002/9780470133545.ch2. ISBN 9780470133545
- Kaptein, Robert (1982). “Photo-CIDNP Studies of Proteins”. Biological Magnetic Resonance. pp. 145–191. doi:10.1007/978-1-4615-6540-6_3. ISBN 978-1-4615-6542-0
- Kaptein, R.; Dijkstra, K.; Nicolay, K. (1978). “Laser photo-CIDNP as a surface probe for proteins in solution”. Nature 274 (5668):  293–294. Bibcode: 1978Natur.274..293K. doi:10.1038/274293a0. PMID 683312.
- Hore, J.; Broadhurst, R.W. (1993). “Photo-CIDNP of biopolymers”. Progress in Nuclear Magnetic Resonance Spectroscopy 25 (4):  345–402. doi:10.1016/0079-6565(93)80002-B.
- Kuprov, I.; Hore, P.J. (2004). “Chemically amplified 19F–1H nuclear Overhauser effects”. Journal of Magnetic Resonance 168 (1):  1–7. Bibcode: 2004JMagR.168....1K. doi:10.1016/j.jmr.2004.01.011. PMID 15082243.
- Prakash, Shipra; Alia; Gast, Peter; De Groot, Huub J. M.; Matysik, Jörg; Jeschke, Gunnar (2006). “Photo-CIDNP MAS NMR in Intact Cells ofRhodobactersphaeroidesR26: Molecular and Atomic Resolution at Nanomolar Concentration”. Journal of the American Chemical Society 128 (39):  12794–12799. doi:10.1021/ja0623616. PMID 17002374.